# Aleph (álbum)
Aleph es el álbum debut del músico y productor francés Gesaffelstein, lanzado el 28 de octubre de 2013 en Parlophone y a través de OWSLA en Norteamérica. Gesaffelstein comenzó a grabarlo en 2011, y mientras seguía trabajando en ello, ganó popularidad como uno de los productores detrás de Yeezus (2013) de Kanye West. Se lanzaron dos singles para promocionar a Aleph: "Pursuit" y "Hate or Glory". El álbum recibió críticas positivas por parte de los críticos de música.

## Promoción y lanzamiento
Antes del lanzamiento de Aleph, se lanzaron dos singles para promocionar el álbum. El primero, "Pursuit", fue lanzado el 17 de junio de 2013. El mismo día también se lanzó un vídeo musical. Spin lo nombró uno de los mejores vídeos musicales de 2013. El segundo sencillo, "Hate or Glory", fue lanzado el 8 de octubre de 2013, junto con un vídeo musical para el mismo.

En septiembre de 2013, el álbum estuvo disponible para pre-ordenar. También se mostró el empaque del álbum. Al igual que Yeezus de Kanye West, el lanzamiento físico no incluye la portada del álbum. Solo se muestra un disco de oro como carátula frontal del álbum y que está dentro de un estuche de cristal de CD vacío, cubierto por delgadas líneas blancas, que se asemejan a una placa de circuito, con una letra blanca hebrea aleph en el medio. Aleph fue lanzado el 28 de octubre de 2013 en Parlophone y a través de OWSLA en América del Norte.

## Recepción de la crítica
Aleph recibió la aclamación generalizada de los críticos. Escribiendo para Pitchfork, Jamieson Cox elogió el álbum y lo comparó con Yeezus de Kanye West en términos de su "consistencia temática y coherencia", al tiempo que calificó la falta de concisión del álbum como su principal debilidad. Derek Staples, de Consequence of Sound, destacó el "firme enfoque del álbum en infundir el caos en la pista de baile con melodías silenciosas, voces penetrantes y líneas de bajo aisladas y mínimas" y afirmó que Gesaffelstein estaba "fortaleciendo las raíces de una carrera muy exitosa".
David Renshaw, de la revista NME, consideró que gran parte del álbum tenía "una frialdad de acero inoxidable", que afirmó "en su mayoría funciona". En Los Angeles Times, August Brown llamó revolucionario al álbum de Gesaffelstein y "una reacción dura a los tonos de discoteca suavizados que han dominado los clubes de radio y mainstream en los últimos tiempos ". Reef Younis en su crítica para la revista Clash le dio al álbum un 8/10 y escribió: "Desde el beat de tom-tom del intro de 'Out Of Line' hasta el electro retorcido de 'Trans', los ritmos golpearon con un estruendo mecánico. "

### Elogios
Spin presentó a Aleph en su lista de los "20 mejores álbumes de baile de 2013", diciendo que Gesaffelstein "trae toda la amenaza de Ministry a finales de los 80 y crea una paliza texturalmente desnuda de ruidos oxidados y basura digital". Complex lo nombró uno de los mejores álbumes de EDM de 2013, diciendo que el álbum "nos lleva de vuelta a la última era de la electrónica, donde las principales discográficas estaban buscando discos que superaran los límites" y que Gesaffelstein "mantiene un ambiente crudo y agresivo , pero no tiene miedo de ir directamente a lo turbio ". Billboard colocó el álbum en el posición n.º 14 en su lista de los 20 mejores álbumes de música de baile de 2013, afirmando que "el debut completo de Lévy implica un nihilismo casi refrescante que rechaza la luz del sol y la luz del EDM en un lenguaje sonoro que aún entiende".

## Tracklist del álbum
Todas las pistas están escritas por Mike Lévy
Todas las canciones escritas y compuestas por Mike Lévy. 
| N.º | Título             | Duración |  |
| 1.  | «Out of Line»      | 2:35     |  |
| 2.  | «Pursuit»          | 4:07     |  |
| 3.  | «Nameless»         | 4:39     |  |
| 4.  | «Destinations»     | 3:36     |  |
| 5.  | «Obsession»        | 4:09     |  |
| 6.  | «Hellifornia»      | 3:40     |  |
| 7.  | «Aleph»            | 4:46     |  |
| 8.  | «Wall of Memories» | 3:50     |  |
| 9.  | «Duel»             | 3:59     |  |
| 10. | «Piece of Future»  | 5:09     |  |
| 11. | «Hate or Glory»    | 4:48     |  |
| 12. | «Values»           | 3:59     |  |
| 13. | «Trans»            | 4:33     |  |
| 14. | «Perfection»       | 12:17    |  |

Notas
- La versión en CD contiene una pista oculta titulada "Premiere Porte" en la pista 14 "Perfection". Premiere Porte comienza a partir del minuto 8:30 aproximadamente. Por eso Perfection se ejecuta durante 12 minutos y 17 segundos (12:17) en la versión CD de Aleph.

## Posicionamiento en charts
| Chart (2013)                               | Mejor posición |
| ------------------------------------------ | -------------- |
| Belgian Albums (Ultratop Flanders)         | 77             |
| Belgian Albums (Ultratop Wallonia)         | 66             |
| French Albums (SNEP)                       | 30             |
| Swiss Albums (Schweizer Hitparade)         | 95             |
| US Top Dance/Electronic Albums (Billboard) | 16             |
| US Heatseekers Albums (Billboard)          | 50             |